# Melanotaenia angfa
The Yakati rainbowfish (Melanotaenia angfa) là một loài cá thuộc họ Melanotaeniidae. Nó là loài đặc hữu của West Papua in Indonesia.